# OK-150-reactor
De OK-150 was een kernreactor van de Sovjet-Unie die 90 megawatt vermogen leverde om schepen aan te drijven, in het bijzonder atoomijsbrekers.
Drie OK-150-reactoren dreven de atoomijsbreker Lenin aan toen die in 1957 te water gelaten werd. Na kernongevallen in 1965 en 1967 werden de reactoren vervangen door twee OK-900-reactoren.
De reactor is van het type drukwaterreactor (PWR) met gedestilleerd water als moderator. De kern van 1,6 m hoog en 1 m diameter bestond uit 219 bundels van in totaal 7704 brandstofstaven. Rond de kern zat een beschermende mantel van beton met metaalschilfers. De brandstofstaven bestaan uit keramisch uranium(IV)oxide (UO2), verrijkt met 5% uranium-235 (235U) en een coating van zirkonium, roestvast staal of zirkonium-niobium-legering errond. 